# Ут (приток Сылвы)
Ут — река в России, протекает в Пермском крае и Свердловской области. Устье реки находится в 187 км по левому берегу реки Сылвы. Длина реки — 43 км.
В 13 км по правому берегу впадает река Юр.

## Данные водного реестра
По данным государственного водного реестра России относится к Камскому бассейновому округу, водохозяйственный участок реки — Сылва от истока и до устья, речной подбассейн реки — Кама до Куйбышевского водохранилища (без бассейнов рек Белой и Вятки). Речной бассейн реки — Кама.
Код объекта в государственном водном реестре — 10010100812111100012630.